# Kelebija
Kelebija (izvirno srbsko Келебија; madžarsko Alsókelebia) je naselje v Srbiji, ki upravno spada pod Mesto Subotica; slednja pa je del Severnobačkega upravnega okraja.

## Demografija
V naselju živi 1739 polnoletnih prebivalcev, pri čemer je njihova povprečna starost 39,4 let (38,4 pri moških in 40,4 pri ženskah). Naselje ima 799 gospodinjstev, pri čemer je povprečno število članov na gospodinjstvo 2,71.
Prebivalstvo je večinoma nehomogeno.
|  |

| Demografija | Demografija     | Demografija     |
| Leto        | Št. prebivalcev | Št. prebivalcev |
| ----------- | --------------- | --------------- |
|             |                 |                 |
|             |                 |                 |
|             |                 |                 |
|             |                 |                 |
| 1948        | 2861            |                 |
| 1953        | 2641            |                 |
| 1961        | 2974            |                 |
| 1971        | 2434            |                 |
| 1981        | 1995            |                 |
| 1991        | 1975            | 1967            |
| 2002        | 2186            | 2168            |
|             |                 |                 |

| Etnična sestava po popisu iz leta 2002 | Etnična sestava po popisu iz leta 2002 | Etnična sestava po popisu iz leta 2002 | Etnična sestava po popisu iz leta 2002 | Etnična sestava po popisu iz leta 2002 |
| -------------------------------------- | -------------------------------------- | -------------------------------------- | -------------------------------------- | -------------------------------------- |
| Madžari                                | Madžari                                |                                        | 1.275                                  | 58,80%                                 |
| Srbi                                   | Srbi                                   |                                        | 367                                    | 16,92%                                 |
| Hrvati                                 | Hrvati                                 |                                        | 138                                    | 6,36%                                  |
| Bunjevci                               | Bunjevci                               |                                        | 133                                    | 6,13%                                  |
| Jugoslovani                            | Jugoslovani                            |                                        | 102                                    | 4,70%                                  |
| Črnogorci                              | Črnogorci                              |                                        | 14                                     | 0,64%                                  |
| Makedonci                              | Makedonci                              |                                        | 6                                      | 0,27%                                  |
| Muslimani                              | Muslimani                              |                                        | 5                                      | 0,23%                                  |
| Slovenci                               | Slovenci                               |                                        | 3                                      | 0,13%                                  |
| Ukrajinci                              | Ukrajinci                              |                                        | 2                                      | 0,09%                                  |
| Slovaki                                | Slovaki                                |                                        | 2                                      | 0,09%                                  |
| Neznano                                | Neznano                                |                                        | 0                                      | 0,0%                                   |